# ستيف ميريل
ستيف ميريل (بالإنجليزية: Steve Merrill)‏ هو ضابط ومحامي أمريكي، ولد في 21 يونيو 1946 في هامبتون في الولايات المتحدة.

## وصلات خارجية
- ستيف ميريل على موقع إن إن دي بي (الإنجليزية)